# Resultados do Carnaval do Rio de Janeiro em 1975
Nesta página estão listados os resultados dos concursos de escolas de samba, blocos de enredo, frevos carnavalescos, ranchos carnavalescos e sociedades carnavalescas do carnaval do Rio de Janeiro do ano de 1975. Os desfiles foram realizados entre os dias 8 e 15 de fevereiro de 1975.
Assim como no ano anterior, o Salgueiro venceu o Grupo 1, conquistando seu sétimo título na elite do carnaval. O enredo "O Segredo das Minas do Rei Salomão" foi desenvolvido por Joãosinho Trinta, que conquistou seu terceiro campeonato no carnaval do Rio. O carnavalesco foi acusado de tentar burlar a regra do regulamento que proibia temas sobre cultura estrangeira. Joãosinho baseou-se na teoria da presença de fenícios no Brasil para elaborar um enredo em que navegadores fenícios exploravam as florestas brasileiras, de onde partiam levando as riquezas minerais e as pedras preciosas da região que, segundo o enredo, seriam as minas do Rei Salomão. Pela primeira vez no carnaval carioca houve a junção de dois sambas de enredo concorrentes. O diretor de carnaval do Salgueiro, Laíla, decidiu unir trechos de duas obras que estavam na disputa para ser o samba oficial do ano. Estação Primeira de Mangueira ficou com o vice-campeonato, por dois pontos de diferença para o Salgueiro. Em comemoração à fusão do Estado da Guanabara com o Rio de Janeiro, nenhuma escola foi rebaixada.
Lins Imperial venceu o Grupo 2, sendo promovida à primeira divisão junto com a vice-campeã, Tupy de Brás de Pina. Arranco conquistou o título do Grupo 3, sendo promovida à segunda divisão junto com Unidos de Nilópolis (vice-campeã), Independente do Zumbi (terceira colocada) e Império do Marangá (quarta colocada).
Canários das Laranjeiras, Cacareco Unidos do Leblon, Unidos do Parque Felicidade, Imperial de Lucas e Mocidade de Guararapes foram os campeões dos grupos de blocos de enredo. Pás Douradas ganhou a disputa dos frevos. União dos Caçadores foi o campeão dos ranchos. Fenianos venceu o concurso das grandes sociedades.

## Escolas de samba

### Grupo 1
O desfile do Grupo 1 foi organizado pela Associação das Escolas de Samba do Estado da Guanabara (AESEG) e realizado a partir das 18 horas do domingo, dia 9 de fevereiro de 1975, na Avenida Presidente Antônio Carlos. O desfile foi aberto por Unidos de Lucas e União da Ilha do Governador, respectivamente vice-campeã e campeã do Grupo 2 do ano anterior. As demais posições foram definidas através de sorteio realizado pela Riotur. Cada agremiação teve 80 minutos para desfilar.
| Ordem dos desfiles |
| 1. Unidos de Lucas 2. União da Ilha do Governador 3. Unidos de Vila Isabel 4. Unidos de São Carlos 5. Mocidade Independente de Padre Miguel 6. Portela 7. Estação Primeira de Mangueira 8. Em Cima da Hora 9. Império Serrano 10. Acadêmicos do Salgueiro 11. Imperatriz Leopoldinense 12. Beija-Flor |

#### Quesitos e julgadores
As escolas foram avaliadas em dez quesitos com notas de um a dez.
| Quesito | Quesito                      | Julgador           |
| ------- | ---------------------------- | ------------------ |
|         | Bateria                      | Luís Bandeira      |
|         | Harmonia                     | Ricardo Tacuchian  |
|         | Letra do Samba-enredo        | Pereira Reis Filho |
|         | Melodia do Samba-enredo      | Edmundo Souto      |
|         | Mestre-Sala e Porta-Bandeira | Tatiana Leskova    |
|         | Evolução                     | Bertha Rosanova    |
|         | Fantasias                    | Lígia Fernandes    |
|         | Enredo                       | Vicente Tapajós    |
|         | Comissão de Frente           | Kalma Murtinho     |
|         | Alegorias                    | Pierluigi Parodi   |

#### Classificação
Campeão do ano anterior, o Salgueiro venceu novamente o Grupo 1, conquistando seu sétimo título na elite do carnaval. A escola apresentou o enredo "O Segredo das Minas do Rei Salomão", desenvolvido pelo carnavalesco Joãosinho Trinta, que conquistou seu terceiro campeonato no carnaval do Rio. A escolha do enredo causou polêmica, uma vez que o regulamento proibia temas sobre cultura estrangeira. O carnavalesco precisou explicar nas emissoras de rádio e televisão que o enredo foi baseado na teoria da presença de fenícios no Brasil. Utilizando essa brecha, Joãosinho criou uma história em que os navegadores fenícios chegavam à selva brasileira e eram recebidos por amazonas, que acreditavam que eles fossem semideuses. Após a "grande noite de amor e festa de prazer das Amazonas", os navegadores partiam levando as riquezas minerais e as pedras preciosas da região que, segundo o enredo, seriam as minas do Rei Salomão. Pela primeira vez, no carnaval carioca, houve a junção de dois sambas de enredo concorrentes. O diretor de carnaval, Laíla, decidiu unir trechos de duas obras que estavam na disputa para ser o samba oficial da escola.
Estação Primeira de Mangueira ficou com o vice-campeonato, por dois pontos de diferença para o Salgueiro. A escola verde e rosa retratou a obra do poeta alagoano Jorge de Lima, morto em 1953. Terceiro colocado, o Império Serrano prestou um tributo à vedete Zaquia Jorge, morta precocemente aos 33 anos, em 1957. Mocidade Independente de Padre Miguel ficou em quarto lugar apresentando o enredo "O Mundo Fantástico do Uirapurú". Império e Mocidade empataram em pontos totais. O desempate se deu no quesito Mestre-Sala e Porta-Bandeira, onde o Império somou mais pontos. Com um desfile sobre a obra Macunaíma, do escritor Mário de Andrade, a Portela se classificou em quinto lugar. Unidos de Vila Isabel foi a sexta colocada contando a história do teatro brasileiro.
Sétima colocada, a Beija-Flor realizou um desfile de exaltação aos dez primeiros anos da ditadura militar no Brasil. Imperatriz Leopoldinense ficou em oitavo lugar com uma apresentação sobre a obra A Morte da Porta-Estandarte, do escritor Aníbal Machado. Retratando uma história de amor no nordeste do Brasil, a União da Ilha do Governador se classificou em nono lugar. Unidos de São Carlos foi a décima colocada com uma apresentação sobre o Círio de Nazaré. Penúltima colocada, a Unidos de Lucas realizou um desfile sobre as cidades históricas de Minas Gerais. Em Cima da Hora ficou em último lugar com uma apresentação sobre personagens marcantes do carnaval carioca. Em comemoração à fusão do Estado da Guanabara com o Rio de Janeiro, nenhuma escola foi rebaixada.
| Legenda: Desfile dos Campeões |

| Col. | Escola                                | Enredo                                                   | Carnavalesco(a)                                | Pontos | Desempate                     |
| ---- | ------------------------------------- | -------------------------------------------------------- | ---------------------------------------------- | ------ | ----------------------------- |
| 1    | Acadêmicos do Salgueiro               | O Segredo das Minas do Rei Salomão                       | Joãosinho Trinta                               | 108    | -                             |
| 2    | Estação Primeira de Mangueira         | Imagens Poéticas de Jorge de Lima                        | Alcione Barreto, José Rodrigues e Elói Machado | 106    | -                             |
| 3    | Império Serrano                       | Zaquia Jorge, a Vedete do Subúrbio, Estrela de Madureira | Fernando Pinto                                 | 105    | Mestre-S. e Porta-B. (10 pts) |
| 4    | Mocidade Independente de Padre Miguel | O Mundo Fantástico do Uirapurú                           | Arlindo Rodrigues                              | 105    | Mestre-S. e Porta-B. (8 pts)  |
| 5    | Portela                               | Macunaíma, Herói de Nossa Gente                          | Hiran Araújo                                   | 103    | -                             |
| 6    | Unidos de Vila Isabel                 | Quatro Séculos de Paixão - História do Teatro Brasileiro | Flávio Rangel                                  | 102    | -                             |
| 7    | Beija-Flor                            | O Grande Decênio                                         | Manuel Antônio Barroso                         | 90     | -                             |
| 8    | Imperatriz Leopoldinense              | A Morte da Porta-Estandarte                              | Fernando Leão                                  | 87     | -                             |
| 9    | União da Ilha do Governador           | Nos Confins de Vila Monte                                | Mário Barcelos                                 | 83     | -                             |
| 10   | Unidos de São Carlos                  | A Festa do Círio de Nazaré                               | Almir Silva                                    | 82     | -                             |
| 11   | Unidos de Lucas                       | Cidades Feitas de Memórias                               | Odair Leocádio (Capixaba)                      | 76     | -                             |
| 12   | Em Cima da Hora                       | Personagens Marcantes dos Carnavais Cariocas             | Sebastião Souza de Oliveira                    | 71     | -                             |

### Grupo 2
O desfile do Grupo 2 foi organizado pela AESEG e realizado na Avenida Rio Branco entre as 20 horas do domingo, dia 9 de fevereiro de 1975, e as 12 horas do dia seguinte.
| Ordem dos desfiles |
| 1. Acadêmicos do Engenho da Rainha 2. Caprichosos de Pilares 3. Foliões de Botafogo 4. Unidos de Padre Miguel 5. Unidos da Vila Santa Tereza 6. Unidos da Ponte (Não desfilou) 7. Unidos da Tijuca 8. Unidos de Bangu 9. Lins Imperial 10. Império da Tijuca 11. Paraíso do Tuiuti 12. Independentes de Cordovil 13. Acadêmicos de Santa Cruz 14. Unidos do Cabuçu 15. Unidos do Jacarezinho 16. São Clemente 17. União de Jacarepaguá 18. Tupy de Brás de Pina |

#### Classificação
Lins Imperial foi a campeã, conquistando sua promoção inédita ao Grupo 1. A escola realizou um desfile sobre a obra Dona Flor e Seus Dois Maridos, do escritor baiano Jorge Amado. Vice-campeã, Tupy de Brás de Pina também foi promovida ao Grupo 1, de onde foi rebaixada em 1973.
| Legenda: Promovidas ao Grupo 1 * Sem informação disponível |

| Col.                           | Escola                          | Enredo                                    | Carnavalesco(a)                       | Pontos |
| ------------------------------ | ------------------------------- | ----------------------------------------- | ------------------------------------- | ------ |
| 1                              | Lins Imperial                   | Dona Flor e Seus Dois Maridos             | José Félix Garcez Netto               | 106    |
| 2                              | Tupy de Brás de Pina            | Brasil, Glória e Integração               | *                                     | 102    |
| 3                              | Império da Tijuca               | Muiraquitã, o Amuleto do Amor             | Luiz Tuminelli e Maria Helena Farelli | 101    |
| 4                              | Foliões de Botafogo             | Glória em Pedra-Sabão                     | Jorge Fontoura                        | 100    |
| 5                              | São Clemente                    | Quem Quebrou Meu Violão - Tra-Lá-Lá       | Ivo da Rocha Gomes e Carlos Gil       | 97     |
| 6                              | Unidos da Tijuca                | Magia Africana no Brasil e Seus Mistérios | *                                     | 97     |
| 7                              | Paraíso do Tuiuti               | Obra e Vida de Cecília Meireles           | Júlio Mattos                          | 92     |
| 8                              | Unidos do Cabuçu                | Uiara a Deusa da Terra Grande             | *                                     | 92     |
| 9                              | Acadêmicos de Santa Cruz        | Bahia de São Salvador, Tenda dos Milagres | Wilson Paixão                         | 92     |
| 10                             | Caprichosos de Pilares          | Congada do Rei David                      | *                                     | 91     |
| 11                             | Unidos de Bangu                 | Emília no País da Gramática               | John Ruben Ide                        | 88     |
| 12                             | Unidos do Jacarezinho           | Catarina Mina                             | Mário Barcelos                        | 87     |
| 13                             | União de Jacarepaguá            | Reais Pessoas - Chegada de D. João VI     | *                                     | 87     |
| 14                             | Unidos da Vila Santa Tereza     | Acaiaca, Esplendor do Tijuco              | José Félix                            | 81     |
| 15                             | Independentes de Cordovil       | O Mestiço Predestinado                    | *                                     | 81     |
| 16                             | Acadêmicos do Engenho da Rainha | O Folclore Carioca                        | *                                     | 79     |
| 17                             | Unidos de Padre Miguel          | Resplendor de Um Grande Festival          | *                                     | 73     |
| Unidos da Ponte (Não desfilou) |                                 |                                           |                                       |        |

### Grupo 3
O desfile do Grupo 3 foi organizado pela AESEG e realizado no domingo, dia 9 de fevereiro de 1975, na Avenida Graça Aranha.
| Ordem dos desfiles |
| 1. Unidos da Zona Sul 2. Acadêmicos da Cidade de Deus 3. Império de Campo Grande 4. Unidos de Manguinhos 5. Unidos de Nilópolis 6. Unidos do Uraiti (Não desfilou) 7. Arranco 8. Independentes do Zumbi 9. Arrastão de Cascadura 10. Unidos de Cosmos 11. União de Vaz Lobo 12. Império do Marangá 13. Inferno Verde 14. Grande Rio |

#### Classificação
Em seu segundo ano como escola de samba, o Arranco foi campeão do Grupo 3, conquistando sua promoção inédita à segunda divisão. Unidos de Nilópolis, Independente do Zumbi e Império do Marangá também foram promovidos ao Grupo 2.
| Legenda: Promovidas ao Grupo 2 * Sem informação disponível |

| Col.                            | Escola                       | Enredo                                                    | Carnavalesco(a)      | Pontos |
| ------------------------------- | ---------------------------- | --------------------------------------------------------- | -------------------- | ------ |
| 1                               | Arranco                      | Ajoim-Obá                                                 | *                    | 104    |
| 2                               | Unidos de Nilópolis          | Rio, Carnaval e Batucada                                  | *                    | 102    |
| 3                               | Independente do Zumbi        | Maracatu                                                  | *                    | 97     |
| 4                               | Império do Marangá           | Mascaradas                                                | *                    | 93     |
| 5                               | Inferno Verde                | Rio e Seus Pregões                                        | *                    | 92     |
| 6                               | Unidos de Manguinhos         | Caymmi das Rosas                                          | Nilton Costa         | 88     |
| 7                               | Acadêmicos da Cidade de Deus | Maquiné, Testemunha do Tempo                              | *                    | 87     |
| 8                               | Grande Rio                   | Ubajara, o Eterno Mistério do Ceará                       | *                    | 87     |
| 9                               | Unidos da Zona Sul           | Viagem Folclórica, Pitoresca e Cultural Através do Brasil | Comissão de Carnaval | 87     |
| 10                              | União de Vaz Lobo            | Malba Tahan e Seus Fabulosos Contos Orientais             | *                    | 87     |
| 11                              | Arrastão de Cascadura        | Reminiscências dos Carnavais Cariocas                     | Edson                | 82     |
| 12                              | Unidos de Cosmos             | Samba e Fantasia no Reino das Borboletas                  | *                    | 80     |
| 13                              | Império de Campo Grande      | O Reino Encantado das Crianças                            | *                    | 66     |
| Unidos do Uraiti (Não desfilou) |                              |                                                           |                      |        |

## Blocos de enredo
Os desfiles dos blocos de enredo foram organizados pela Federação dos Blocos Carnavalescos do Estado do Rio de Janeiro (FBCERJ).

### Grupo 1
O desfile do Grupo 1 foi realizado a partir das 21 horas e 40 minutos do sábado, dia 8 de fevereiro de 1975, na Avenida Presidente Antônio Carlos.
Classificação
Canários das Laranjeiras foi o campeão por dois pontos de diferença para o vice, Vai Se Quiser.
| Legenda: Desfile dos Campeões * Sem informação disponível |

| Col. | Bloco                               | Enredo                             | Pontos |
| ---- | ----------------------------------- | ---------------------------------- | ------ |
| 1    | Canários das Laranjeiras            | Lenda de Acaiaca                   | 72     |
| 2    | Vai Se Quiser                       | Máscaras e Plumas                  | 70     |
| 3    | Cara de Boi                         | Paraná e a Dança das Fitas         | 65     |
| 4    | Quem Quiser Pode Vir                | Sua Majestade Miss Brasil          | 62     |
| 5    | Unidos da Villa Rica                | Príncipe do Efan                   | 62     |
| 6    | Unidos da Vila Kennedy              | Camafeu de Oxossi                  | 60     |
| 7    | Mocidade de São Matheus             | O Prazer dos Prazeres              | 59     |
| 8    | Unidos do Cabral                    | Brasil... Cultura e Progresso      | 59     |
| 9    | Quem Fala de Nós Não Sabe o Que Diz | Samba Magia                        | 58     |
| 10   | Bloco do Barriga                    | O Talismã Sagrado                  | 58     |
| 11   | Unidos do Cantagalo                 | O Negro de Ontem e de Hoje         | 58     |
| 12   | Flor da Mina do Andaraí             | Revivendo o Cassino da Urca        | 56     |
| 13   | Leão de Iguaçu                      | Boa Praça 11                       | 53     |
| 14   | Bafo do Bode                        | Festa Junina em Em Dia de Carnaval | 33     |

### Grupo 2
Cacareco Unidos do Leblon foi o campeão, sendo promovido ao primeiro grupo junto com Mocidade de Vicente de Carvalho e Namorar Eu Sei.
| Legenda: Promovidos ao Grupo 1 |

| Col. | Bloco                                  | Enredo                                                   | Pontos |
| ---- | -------------------------------------- | -------------------------------------------------------- | ------ |
| 1    | Cacareco Unidos do Leblon              | Assim Surgiu o Lucas                                     | 71     |
| 2    | Mocidade de Vicente de Carvalho        | Maranhão em Tempo de Festa                               | 70     |
| 3    | Namorar Eu Sei                         | Lenda da Mãe do Ouro                                     | 70     |
| 4    | Alegria de Copacabana                  | Eu Sou o Samba                                           | 66     |
| 5    | Rosa de Ouro                           | Festa Junina em Tempo de Carnaval                        | 66     |
| 6    | Mocidade Independente de Inhaúma       | Norte e Nordeste Suas Lendas e Tradições                 | 64     |
| 7    | Amar É Viver                           | Sua Majestade o Samba                                    | 62     |
| 8    | Caprichosos de Bento Ribeiro           | Quilombo Visão da Liberdade                              | 60     |
| 9    | Unidos de São Cristóvão                | São e Nosso Carnaval                                     | 59     |
| 10   | Cometas do Bispo                       | Estácio de Sá, Berço do Samba                            | 59     |
| 11   | Império da Gávea                       | Festas Tradicionais do Rio de Janeiro - Folclore Carioca | 56     |
| 12   | Deixa Comigo                           | Vida e Glória de Ataulfo Alves                           | 56     |
| 13   | Boi da Freguesia da Ilha do Governador | Viagem à Ilha Brasileira                                 | 53     |
| 14   | Mocidade Unida do Tinguá               | Rio Através dos Tempos                                   | 52     |
| 15   | Embalo do Morro do Urubu               | Bois da Terra                                            | 52     |
| 16   | Acadêmicos do Colégio                  | Orgulho de Uma Raça                                      | 52     |
| 17   | Rouxinol do Grotão da Penha            | Ceci e Peri                                              | 50     |
| 18   | Independente da Barão                  | Festa nacional da Uva                                    | 49     |

### Grupo 3
Unidos do Parque Felicidade foi o campeão, sendo promovido ao segundo grupo junto com Baba de Quiabo, Infantes da Piedade, Boêmios do Andaraí e Coroado de Jacarepaguá.
| Legenda: Promovidos ao Grupo 2 |

| Col. | Bloco                       | Enredo                                        | Pontos |
| ---- | --------------------------- | --------------------------------------------- | ------ |
| 1    | Unidos do Parque Felicidade | Os Orixás                                     | 69     |
| 2    | Baba de Quiabo              | Memórias de Um Batuqueiro                     | 69     |
| 3    | Infantes da Piedade         | Façam o Jogo Senhores                         | 68     |
| 4    | Boêmios do Andaraí          | Festa na Bahia                                | 67     |
| 5    | Coroado de Jacarepaguá      | Tudo Isso É Carnaval                          | 66     |
| 6    | Dragão de Irajá             | Tudo Isso É Brasil                            | 65     |
| 7    | Diplomatas de Anchieta      | As Bandeiras de Fernão Dias                   | 65     |
| 8    | Os Brasinhas                | O. Ota Misterioso na Evolução de Uma Crença   | 64     |
| 9    | Embalo do Catete            | Carnaval do Meu Tempo                         | 63     |
| 10   | Gavião de Pilares           | Em Tempo de Carnaval                          | 62     |
| 11   | Sentinela de Pilares        | A Festa das Cores                             | 58     |
| 12   | Batutas de Cordovil         | Monteiro Lobato e o Sítio do Pica-Pau Amarelo | 57     |
| 13   | Embalo de Paulo Ramos       | No Tempo da Vovó Era Assim                    | 56     |
| 14   | Brinca Quem Pode            | Carnaval dos Carnavais                        | 54     |
| 15   | Mocidade de Camará          | Santos Dumont, o Pai da Aviação               | 51     |
| 16   | Não Tem Mosquito            | Brasil, Exploração do Progresso               | 43     |

### Grupo 4
Imperial de Lucas foi o campeão, sendo promovido ao terceiro grupo junto com Bafo do Leão, Samba Como Pode, Unidos de São Brás e Mocidade do Lins.
| Legenda: Promovidos ao Grupo 3 |

| Col. | Bloco                       | Enredo                                                 | Pontos |
| ---- | --------------------------- | ------------------------------------------------------ | ------ |
| 1    | Imperial de Lucas           | 12 Anos de Glórias de Sinhô no Samba (De 1918 a 1930)  | 70     |
| 2    | Bafo do Leão                | A Trajetória do Samba                                  | 69     |
| 3    | Samba Como Pode             | História do Mundo Encantado                            | 68     |
| 4    | Unidos de São Brás          | Bom Dia Natureza do Brasil                             | 66     |
| 5    | Mocidade do Lins            | Viagem aos Quatro Estados do Nordeste                  | 61     |
| 6    | Mocidade Peteca da Paraná   | Uma Noite na Bahia                                     | 61     |
| 7    | Mocidade                    | Personagens                                            | 60     |
| 8    | Unidos da Fazenda           | Bahia nas Festas de Yemanjá                            | 57     |
| 9    | Carinhoso de Vigário Geral  | Lendas e Mistérios Brasileiros                         | 54     |
| 10   | Carinhoso de Maria da Graça | Uma Lei Coberta de Flores (Que Acabou com o Cativeiro) | 51     |
| 11   | Imperadores do Samba        | Exaltação ao Folclore Brasileiro                       | 45     |
| 12   | Mataram Meu Gato            | Glórias e Memórias do Padre José Maurício              | 43     |

### Grupo 5
Mocidade de Guararapes foi o campeão, sendo promovido ao quarto grupo junto com Força Jovem do Horto, Coração de Éden, Mocidade da Camarista Méier e Mocidade do Grajaú.
| Legenda: Promovidos ao Grupo 4 * Sem informação disponível |

| Col. | Bloco                       | Enredo                           | Pontos |
| ---- | --------------------------- | -------------------------------- | ------ |
| 1    | Mocidade de Guararapes      | Samba de Ontem e Samba de Hoje   | 71     |
| 2    | Força Jovem do Horto        | Marília e Dirceu                 | 68     |
| 3    | Coração de Éden             | Pernambuco: Lendas e Costumes    | 66     |
| 4    | Mocidade da Camarista Méier | Rio, Carnaval de Todos os Tempos | 63     |
| 5    | Mocidade do Grajaú          | Vida e Obra de Ismael Silva      | 62     |
| 6    | Boêmios de Inhaúma          | Brinquedos e Brincadeiras        | 62     |
| 7    | Império do Gramacho         | Campanha dos Palmares            | 60     |
| 8    | Vê Se Me Entende            | *                                | 58     |
| 9    | Unidos do Gramacho          | Exaltação a João da Gomeia       | 58     |
| 10   | Boêmios da Vila Aliança     | Primavera                        | 54     |
| 11   | Alegria do Parque           | Memórias de Ouro Preto           | 48     |
| 12   | Baixada do Sapo             | *                                | 0      |

## Frevos carnavalescos
O desfile dos clubes frevo foi realizado a partir das 19 horas da segunda-feira, dia 10 de fevereiro de 1975, na Avenida Presidente Antônio Carlos.
| Ordem dos desfiles                                                                                |
| 1. Misto Toureiros 2. Vassourinhas 3. Batutas da Cidade Maravilhosa 4. Pás Douradas 5. Lenhadores |

### Classificação
Pás Douradas ganhou a disputa com um desfile em exaltação aos Corpo de Bombeiros Militar.
| Col. | Frevo                         | Enredo                       | Pontos |
| ---- | ----------------------------- | ---------------------------- | ------ |
| 1    | Pás Douradas                  | Os Heróis do Fogo            | 62     |
| 2    | Lenhadores                    | Rio, Sol e Alegria           | 51     |
| 3    | Vassourinhas                  | Chegou o Reisado             | 48     |
| 4    | Misto Toureiros               | As Flores e as Borboletas    | 37     |
| 5    | Batutas da Cidade Maravilhosa | Brasil na Fusão do Progresso | 35     |

## Ranchos carnavalescos
O desfile dos ranchos foi realizado a partir da noite da segunda-feira, dia 10 de fevereiro de 1975, na Avenida Presidente Antônio Carlos.
| Ordem dos desfiles |
| 1. Aliados de Quintino 2. Decididos de Quintino 3. União dos Caçadores 4. Parasitas de Ramos 5. Azulões da Torre 6. Unidos do Cunha 7. Unidos do Leme 8. Recreio da Saúde |

### Classificação
O campeão União dos Caçadores e o vice-campeão Decididos de Quintino somaram a mesma pontuação final. O desempate se deu no quesito Fantasias, onde a União obteve nota maior.
| Legenda: Campeão * Sem informação disponível |

| Col. | Rancho                | Enredo                          | Pontos |
| ---- | --------------------- | ------------------------------- | ------ |
| 1    | União dos Caçadores   | Abassá de Oxóssi                | 64     |
| 2    | Decididos de Quintino | Carnaval em Duas Épocas         | 64     |
| 3    | Recreio da Saúde      | *                               | 62     |
| 4    | Parasitas de Ramos    | Evocação de Carmen Miranda      | 61     |
| 5    | Azulões da Torre      | Mundo Encantado do Teatro       | 56     |
| 6    | Aliados de Quintino   | Riquezas do Brasil              | 54     |
| 7    | Unidos do Cunha       | A Verdadeira Origem do Carnaval | 52     |
| 8    | Unidos do Leme        | *                               | 44     |

## Sociedades carnavalescas
O desfile das grandes sociedades foi realizado a partir da noite da terça-feira de carnaval, dia 11 de fevereiro de 1975, na Avenida Presidente Antônio Carlos.
| Ordem dos desfiles |
| 1. Clube dos Embaixadores 2. Tenentes do Diabo 3. Turunas de Monte Alegre 4. Clube dos Independentes 5. Pierrôs da Caverna 6. Embaixada do Sossego 7. Fenianos 8. Clube dos Cariocas 9. Clube dos Democráticos |

### Classificação
Fenianos venceu o concurso.
| Col. | Sociedade               | Pontos | Desempate         |
| ---- | ----------------------- | ------ | ----------------- |
| 1    | Fenianos                | 57     | -                 |
| 2    | Embaixada do Sossego    | 52     | Quesito Alegorias |
| 3    | Clube dos Cariocas      | 52     | Quesito Alegorias |
| 4    | Turunas de Monte Alegre | 48     | Quesito Alegorias |
| 5    | Clube dos Independentes | 48     | Quesito Alegorias |
| 6    | Clube dos Embaixadores  | 47     | -                 |
| 7    | Pierrôs da Caverna      | 40     | -                 |
| 8    | Tenentes do Diabo       | 38     | -                 |

## Desfile dos Campeões
O Desfile dos Campeões foi realizado a partir da noite do sábado, dia 15 de fevereiro de 1975, na Avenida Presidente Antônio Carlos. Participaram do desfile as três escolas de samba campeãs e os campeões dos três primeiros grupos de blocos de enredo.
| Ordem dos desfiles |
| 1. Cacareco Unidos do Leblon 2. Unidos do Parque Felicidade 3. Canários das Laranjeiras 4. Lins Imperial 5. Arranco 6. Acadêmicos do Salgueiro |